# 1312
Il 1312 (MCCCXII in numeri romani) è un anno bisestile del XIV secolo.

## Eventi
- Lanzerotto Malocello scopre l'isola più nord-orientale delle Canarie, dandole il nome di Lanzarote.

## Nati
- 28 agosto - Enrico XV di Baviera, nobile tedesco († 1333)
- 13 novembre - Edoardo III d'Inghilterra, re britannico († 1377)
- Petro Azario, storico italiano
- William Donn de Burgh, nobile irlandese († 1333)
- Iacopo Bussolari, religioso italiano († 1380)
- Guglielmo d'Aragona, duca († 1338)
- Guido II di Namur, marchese († 1336)
- Gregorio Preljub, generale serbo († 1355)
- Agnes Randolph, contessa scozzese († 1369)
- Umberto II del Viennois, nobile francese († 1355)
- Zanobi da Strada, scrittore e letterato italiano († 1361)
- Agnolo di Ventura, scultore e architetto italiano († 1349)

## Morti
- 10 gennaio - Pazzino di Jacopo de' Pazzi, condottiero italiano
- 23 gennaio - Isabella di Villehardouin, principessa (n. 1263)
- 12 aprile - Rizzardo IV da Camino, condottiero e nobile italiano (n. 1274)
- 1º maggio - Eufemia di Rugia, nobile tedesca
- 1º maggio - Paolo I Šubić, nobile croato
- 13 maggio - Teobaldo II di Lorena, duca francese (n. 1263)
- 16 maggio - Pierre de la Chapelle Taillefer, cardinale francese
- 14 giugno - Guglielmo Cavalcabò, politico italiano
- 18 giugno - Leutold I di Kuenring-Dürnstein, nobile austriaco (n. 1243)
- 19 giugno - Pietro Gaveston, nobile francese
- 3 luglio - Marino Zorzi, politico e diplomatico italiano
- 6 luglio - Tiso VIII da Camposampiero, condottiero e politico italiano
- 23 agosto - Francesco d'Este, politico e nobile italiano
- 27 agosto - Arturo II di Bretagna, nobile (n. 1262)
- 27 agosto - Angelo Conti, religioso italiano (n. 1226)
- 7 settembre - Ferdinando IV di Castiglia, re spagnolo (n. 1285)
- 9 settembre - Ottone III di Baviera, nobile (n. 1261)
- 9 ottobre - Landolfo Brancaccio, cardinale italiano
- 27 ottobre - Giovanni II di Brabante, duca (n. 1275)
- 27 ottobre - Gentile da Montefiore, cardinale italiano
- 6 novembre - Cristina di Stommeln, mistica tedesca (n. 1242)
- 14 novembre - Ramberto Ramberti, condottiero e politico italiano
- 24 dicembre - Rainerio del Porrina, vescovo cattolico italiano
- Bartolomeo Conti, vescovo cattolico italiano
- Pietro Dubois, giurista francese
- Gaddo Gaddi, pittore italiano
- Malatesta da Verucchio, condottiero italiano (n. 1212)
- Francesco Napoleone Orsini, cardinale italiano
- Pietro d'Anzola, notaio e giurista italiano (n. 1258)
- Tokta, condottiero mongolo
- Guido della Torre, condottiero e sovrano italiano (n. 1259)
- Lapo degli Uberti, politico e poeta italiano (n. 1247)
- Fresco d'Este, nobile

## Calendario
| Calendario 1312 | Calendario 1312 | Calendario 1312 | Calendario 1312 | Calendario 1312 | Calendario 1312 | Calendario 1312 | Calendario 1312 | Calendario 1312 | Calendario 1312 | Calendario 1312 | Calendario 1312 | Calendario 1312 | Calendario 1312 | Calendario 1312 | Calendario 1312 | Calendario 1312 | Calendario 1312 | Calendario 1312 | Calendario 1312 | Calendario 1312 | Calendario 1312 | Calendario 1312 | Calendario 1312 | Calendario 1312 | Calendario 1312 | Calendario 1312 | Calendario 1312 | Calendario 1312 | Calendario 1312 | Calendario 1312 | Calendario 1312 | Calendario 1312 |
| --------------- | --------------- | --------------- | --------------- | --------------- | --------------- | --------------- | --------------- | --------------- | --------------- | --------------- | --------------- | --------------- | --------------- | --------------- | --------------- | --------------- | --------------- | --------------- | --------------- | --------------- | --------------- | --------------- | --------------- | --------------- | --------------- | --------------- | --------------- | --------------- | --------------- | --------------- | --------------- | --------------- |
|                 | 1               | 2               | 3               | 4               | 5               | 6               | 7               | 8               | 9               | 10              | 11              | 12              | 13              | 14              | 15              | 16              | 17              | 18              | 19              | 20              | 21              | 22              | 23              | 24              | 25              | 26              | 27              | 28              | 29              | 30              | 31              |                 |
| Gennaio         | Sa              | Do              | Lu              | Ma              | Me              | Gi              | Ve              | Sa              | Do              | Lu              | Ma              | Me              | Gi              | Ve              | Sa              | Do              | Lu              | Ma              | Me              | Gi              | Ve              | Sa              | Do              | Lu              | Ma              | Me              | Gi              | Ve              | Sa              | Do              | Lu              |                 |
| Febbraio        | Ma              | Me              | Gi              | Ve              | Sa              | Do              | Lu              | Ma              | Me              | Gi              | Ve              | Sa              | Do              | Lu              | Ma              | Me              | Gi              | Ve              | Sa              | Do              | Lu              | Ma              | Me              | Gi              | Ve              | Sa              | Do              | Lu              | Ma              |                 |                 |                 |
| Marzo           | Me              | Gi              | Ve              | Sa              | Do              | Lu              | Ma              | Me              | Gi              | Ve              | Sa              | Do              | Lu              | Ma              | Me              | Gi              | Ve              | Sa              | Do              | Lu              | Ma              | Me              | Gi              | Ve              | Sa              | Do              | Lu              | Ma              | Me              | Gi              | Ve              |                 |
| Aprile          | Sa              | Do              | Lu              | Ma              | Me              | Gi              | Ve              | Sa              | Do              | Lu              | Ma              | Me              | Gi              | Ve              | Sa              | Do              | Lu              | Ma              | Me              | Gi              | Ve              | Sa              | Do              | Lu              | Ma              | Me              | Gi              | Ve              | Sa              | Do              |                 |                 |
| Maggio          | Lu              | Ma              | Me              | Gi              | Ve              | Sa              | Do              | Lu              | Ma              | Me              | Gi              | Ve              | Sa              | Do              | Lu              | Ma              | Me              | Gi              | Ve              | Sa              | Do              | Lu              | Ma              | Me              | Gi              | Ve              | Sa              | Do              | Lu              | Ma              | Me              |                 |
| Giugno          | Gi              | Ve              | Sa              | Do              | Lu              | Ma              | Me              | Gi              | Ve              | Sa              | Do              | Lu              | Ma              | Me              | Gi              | Ve              | Sa              | Do              | Lu              | Ma              | Me              | Gi              | Ve              | Sa              | Do              | Lu              | Ma              | Me              | Gi              | Ve              |                 |                 |
| Luglio          | Sa              | Do              | Lu              | Ma              | Me              | Gi              | Ve              | Sa              | Do              | Lu              | Ma              | Me              | Gi              | Ve              | Sa              | Do              | Lu              | Ma              | Me              | Gi              | Ve              | Sa              | Do              | Lu              | Ma              | Me              | Gi              | Ve              | Sa              | Do              | Lu              |                 |
| Agosto          | Ma              | Me              | Gi              | Ve              | Sa              | Do              | Lu              | Ma              | Me              | Gi              | Ve              | Sa              | Do              | Lu              | Ma              | Me              | Gi              | Ve              | Sa              | Do              | Lu              | Ma              | Me              | Gi              | Ve              | Sa              | Do              | Lu              | Ma              | Me              | Gi              |                 |
| Settembre       | Ve              | Sa              | Do              | Lu              | Ma              | Me              | Gi              | Ve              | Sa              | Do              | Lu              | Ma              | Me              | Gi              | Ve              | Sa              | Do              | Lu              | Ma              | Me              | Gi              | Ve              | Sa              | Do              | Lu              | Ma              | Me              | Gi              | Ve              | Sa              |                 |                 |
| Ottobre         | Do              | Lu              | Ma              | Me              | Gi              | Ve              | Sa              | Do              | Lu              | Ma              | Me              | Gi              | Ve              | Sa              | Do              | Lu              | Ma              | Me              | Gi              | Ve              | Sa              | Do              | Lu              | Ma              | Me              | Gi              | Ve              | Sa              | Do              | Lu              | Ma              |                 |
| Novembre        | Me              | Gi              | Ve              | Sa              | Do              | Lu              | Ma              | Me              | Gi              | Ve              | Sa              | Do              | Lu              | Ma              | Me              | Gi              | Ve              | Sa              | Do              | Lu              | Ma              | Me              | Gi              | Ve              | Sa              | Do              | Lu              | Ma              | Me              | Gi              |                 |                 |
| Dicembre        | Ve              | Sa              | Do              | Lu              | Ma              | Me              | Gi              | Ve              | Sa              | Do              | Lu              | Ma              | Me              | Gi              | Ve              | Sa              | Do              | Lu              | Ma              | Me              | Gi              | Ve              | Sa              | Do              | Lu              | Ma              | Me              | Gi              | Ve              | Sa              | Do              |                 |

## Significati del numero stesso
Se si attribuisce ad ogni lettera un numero, 1312 corrisponde all'acronimo A.C.A.B. (1 = A; 3 = C; 1 = A; 2 = B).